# وجهات طيران جرينلاند

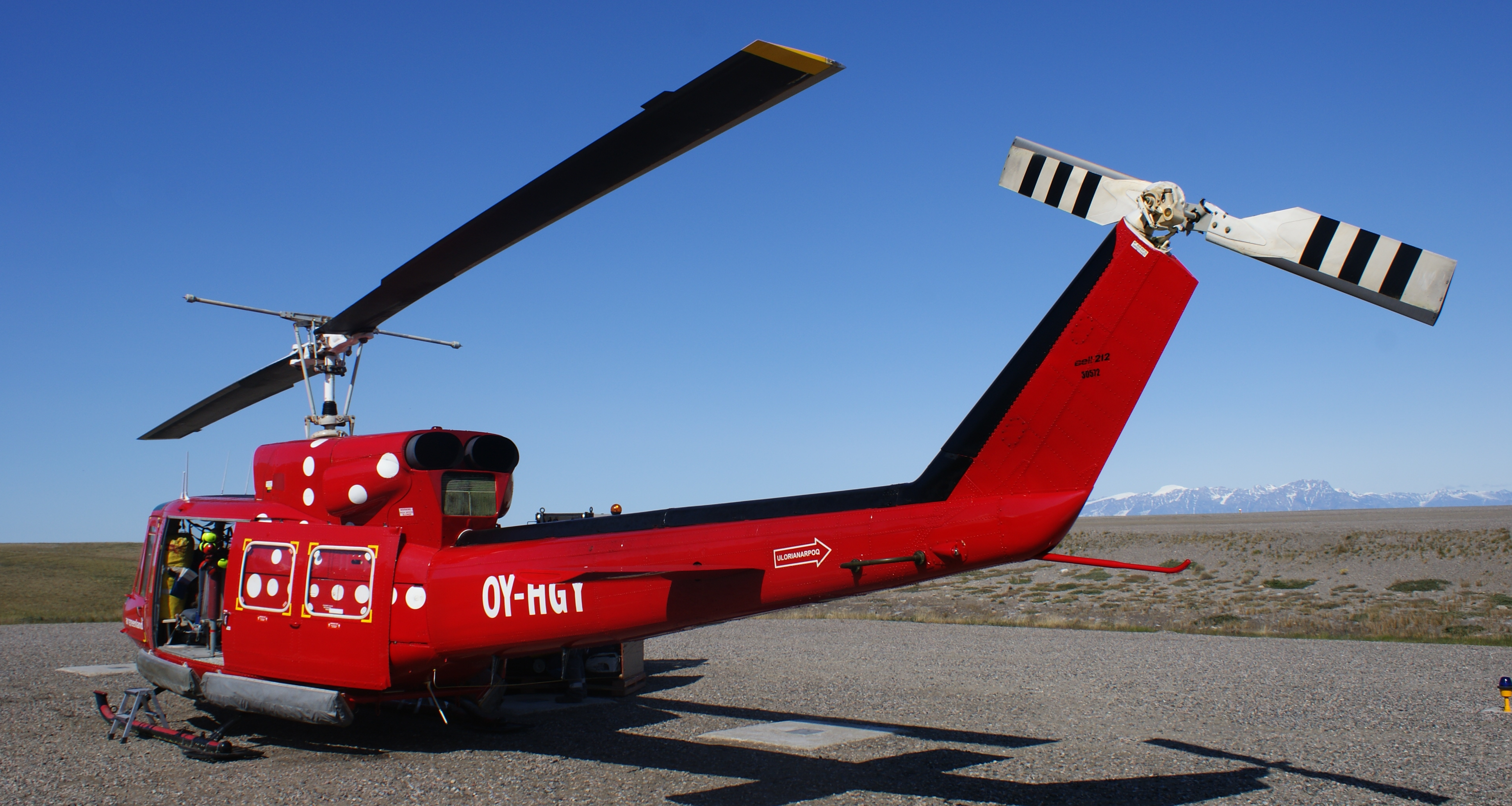
مروحيات بيل 212 تقوم برحلات مكوكية بين مهابط المروحيات والمطارات الإقليمية في أنحاء البلاد.

شبكة الوجهات الداخلية لطيران جرينلاند منذ 1 مايو 2010 (المطارات فقط بحسب رموز مطارات اتحاد النقل الجوي الدولي "إياتا").

وجهات شركة طيران جرينلاند تشمل 13 مطار مدني محلي داخل جرينلاند. وخارج البلاد تطلق الشركة رحلات عبر المحيط الأطلنطي إلى مطار كيفلافيك الدولي في أيسلندا ومطار كوبنهاغن في الدنمارك.
هناك اثنين من المطارات الدولية بجرينلاند قادرين على خدمة الطائرات الكبيرة، وهما مطار كانجرلوسواك ومطار نارسارسواك، وقد تم بنائهم خلال الحرب العالمية الثانية بواسطة سلاح الجو الأمريكي كقواعد عسكرية لخدمتهم أثناء الحرب، ولا تزال تستخدم لرحلات عبر المحيط الأطلنطي. جميع المطارات الإقليمية الأخرى قادرة على تقديم خدمات لطائرات داش 7 وداش 8 ثابتة الجناح.
تقدم طيران جرينلاند خدمة الطيران بالمروحيات للمجتمعات العمرانية الصغيرة، وخطوط الطيران مربوطة بمراكزها في مطار آبرناويك في أرخبيل آبرناويك شمال غرب جرينلاند، وفي مهبط أوماناك بمنطقة مضيق أوماناك شمال غرب البلاد، وفي مطار إيلوليسات ومطار آسيات في المنطقة المطلة على خليج ديسكو غرب جرينلاند. وفي مهابط مروحيات كاكورتوك ونانورتاليك بجنوب البلاد، ومهبط مروحيات تاسيليك في الجنوب الشرقي. من أصل 45 مهبط مروحيات مستخدمة في البلاد، 8 مهابط منها تعد رئيسية وملحق بكل منهم مدرج للمطار ومبنى خاص وموظفين موجودين بشكل دائم، في حين أن المهابط الأخرى غير ممهدة؛ ومناطق الهبوط مغطاة بالحصى أو العشب.
اعتباراً من مايو 2010، تقدم شركة طيران جرينلاند خدمات الرحلات للركاب إلى المطارات التالية:
| نهايات خطوط طيران جرينلاند في مايو 2010 | نهايات خطوط طيران جرينلاند في مايو 2010 | نهايات خطوط طيران جرينلاند في مايو 2010 | نهايات خطوط طيران جرينلاند في مايو 2010 | نهايات خطوط طيران جرينلاند في مايو 2010 | نهايات خطوط طيران جرينلاند في مايو 2010 | نهايات خطوط طيران جرينلاند في مايو 2010 | نهايات خطوط طيران جرينلاند في مايو 2010 | نهايات خطوط طيران جرينلاند في مايو 2010 | نهايات خطوط طيران جرينلاند في مايو 2010 | نهايات خطوط طيران جرينلاند في مايو 2010 | نهايات خطوط طيران جرينلاند في مايو 2010 | نهايات خطوط طيران جرينلاند في مايو 2010 | نهايات خطوط طيران جرينلاند في مايو 2010 |
| --------------------------------------- | --------------------------------------- | --------------------------------------- | --------------------------------------- | --------------------------------------- | --------------------------------------- | --------------------------------------- | --------------------------------------- | --------------------------------------- | --------------------------------------- | --------------------------------------- | --------------------------------------- | --------------------------------------- | --------------------------------------- |

| المدينة             | رمز المطار | رمز المطار | اسم المطار           | ملحوظات                       |
| المدينة             | إياتا      | إيكاو      | اسم المطار           | ملحوظات                       |
| ------------------- | ---------- | ---------- | -------------------- | ----------------------------- |
| جرينلاند            |            |            |                      |                               |
| آسيات               | JEG        | BGAA       | مطار آسيات           |                               |
| إيلوليسات           | JAV        | BGJN       | مطار إيلوليسات       |                               |
| كانجرلوسواك         | SFJ        | BGSF       | مطار كانجرلوسواك     |                               |
| كولوسوك             | KUS        | BGKK       | مطار كولوسوك         |                               |
| مانيتسوك            | JSU        | BGMQ       | مطار مانيتسوك        |                               |
| نارسارسواك          | UAK        | BGBW       | مطار نارسارسواك      |                               |
| نوك                 | GOH        | BGGH       | مطار نوك             |                               |
| باميوت              | JFR        | BGPT       | مطار باميوت          |                               |
| بيتوفيك             | THU        | BGTL       | قاعدة ثول الجوية     | [ 2 ]                         |
| كاناك               | NAQ        | BGQQ       | مطار كاناك           |                               |
| كارسوت              | JQA        | BGUQ       | مطار كارسوت          |                               |
| سيسيميوت            | JHS        | BGSS       | مطار سيسيميوت        |                               |
| آبرناويك            | JUV        | BGUK       | مطار آبرناويك        |                               |
| الدنمارك            |            |            |                      |                               |
| كوبنهاغن            | CPH        | EKCH       | مطار كوبنهاغن        |                               |
| آيسلندا             |            |            |                      |                               |
| ريكيافيك - كيفلافيك | KEF        | BIKF       | مطار كيفلافيك الدولي | موسمي                         |
| كندا                |            |            |                      |                               |
| إيكالويت            | YFB        | CYFB       | مطار إيكالويت        | موسمي، انتهى في 3 سبتمبر 2012 |